# École du bouddhisme
 (mai 2012).

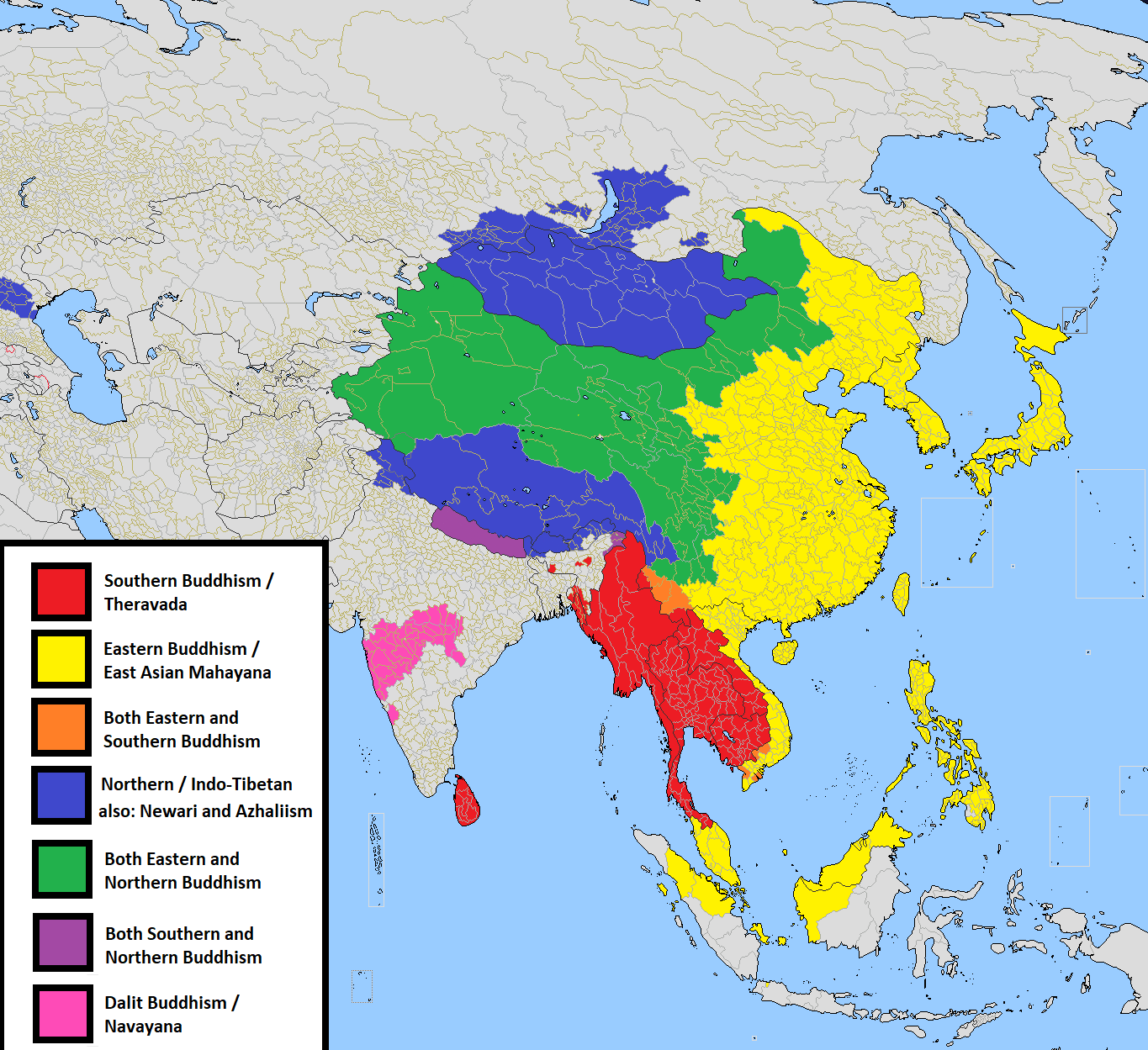
répartition géographique des pratiquants des trois véhicules

Les écoles du bouddhisme (Nikāya) sont les subdivisions de la doctrine du Bouddha qui sont apparues, après la mort de celui-ci, à la suite de discussions sur certains points de la discipline monastique ou des enseignements.
Selon Philippe Cornu, chacune des nombreuses écoles du bouddhisme peut, en première approche, être rattachée à l'un de ses trois courants historiques majeurs, les yâna, mot sanskrit et pali signifiant littéralement « véhicule », et métaphoriquement « voie ». On distingue traditionnellement (les termes viennent du sanskrit)
- le hīnayāna ou « Petit Véhicule » ;
- le mahāyāna ou « Grand Véhicule » ;
- le vajrayāna ou « Véhicule de Diamant ».

## Frise chronologique
| Frise : Développement et propagation des écoles bouddhistes (env. 450 av. J.-C. – env. 1300 ap. J.-C.) |                                   |                           |                           |                                     |                                     |                                     |                                     |                                     |                     |                     |                     |
| |                                   |                           |                           |                                     |                                     |                                     |                                     |                                     |                     |                     |                     |
| | 450 BCE                           | 450 BCE                   | 250 av. J.-C.             | 100 ap. J.-C.                       | 100 ap. J.-C.                       | 500 ap. J.-C.                       | 500 ap. J.-C.                       | 700 ap. J.-C.                       | 800 ap. J.-C.       | 800 ap. J.-C.       | 1200 ap. J.-C.      |
| |                                   |                           |                           |                                     |                                     |                                     |                                     |                                     |                     |                     |                     |
| Inde                                                                                                   | Sangha Ancien                     |                           |                           |                                     |                                     |                                     |                                     |                                     |                     |                     |                     |
| Inde                                                                                                   | Sangha Ancien                     | Dix-huit écoles anciennes | Dix-huit écoles anciennes | Dix-huit écoles anciennes           | Dix-huit écoles anciennes           | Mahayana                            | Mahayana                            | Vajrayana                           | Vajrayana           | Vajrayana           |                     |
| Inde                                                                                                   | Sangha Ancien                     | Dix-huit écoles anciennes | Dix-huit écoles anciennes | Dix-huit écoles anciennes           | Dix-huit écoles anciennes           |                                     |                                     |                                     |                     |                     |                     |
| Inde                                                                                                   | Sangha Ancien                     |                           |                           |                                     |                                     |                                     |                                     |                                     |                     |                     |                     |
| Inde                                                                                                   | Sangha Ancien                     |                           |                           |                                     |                                     |                                     |                                     |                                     |                     |                     |                     |
| |                                   |                           |                           |                                     |                                     |                                     |                                     |                                     |                     |                     |                     |
| Sri Lanka & Asie du Sud-Est (en)                                                                       |                                   |                           | Bouddhisme theravāda      | Bouddhisme theravāda                |                                     |                                     |                                     |                                     |                     |                     |                     |
| Sri Lanka & Asie du Sud-Est (en)                                                                       |                                   |                           |                           |                                     |                                     |                                     |                                     |                                     |                     |                     |                     |
| Sri Lanka & Asie du Sud-Est (en)                                                                       |                                   |                           |                           |                                     |                                     |                                     |                                     |                                     |                     |                     |                     |
| |                                   |                           |                           |                                     |                                     |                                     |                                     |                                     |                     |                     |                     |
| Asie centrale (en)                                                                                     |                                   |                           | Greco-Bouddhisme          | Greco-Bouddhisme                    | Greco-Bouddhisme                    | Greco-Bouddhisme                    |                                     | Bouddhisme Tibétain                 | Bouddhisme Tibétain | Bouddhisme Tibétain | Bouddhisme Tibétain |
| Asie centrale (en)                                                                                     |                                   |                           |                           |                                     |                                     |                                     |                                     | Bouddhisme Tibétain                 | Bouddhisme Tibétain | Bouddhisme Tibétain | Bouddhisme Tibétain |
| Asie centrale (en)                                                                                     | Bouddhisme de la Route de la Soie |                           |                           |                                     |                                     |                                     |                                     | Bouddhisme Tibétain                 | Bouddhisme Tibétain | Bouddhisme Tibétain | Bouddhisme Tibétain |
| |                                   |                           |                           |                                     |                                     |                                     |                                     |                                     |                     |                     |                     |
| Asie de l'Est (en)                                                                                     |                                   |                           |                           | Chán, Tiantai, Terre pure, Nichiren | Chán, Tiantai, Terre pure, Nichiren | Chán, Tiantai, Terre pure, Nichiren | Chán, Tiantai, Terre pure, Nichiren | Chán, Tiantai, Terre pure, Nichiren | Shingon             | Shingon             | Shingon             |
| Asie de l'Est (en)                                                                                     |                                   |                           |                           | Chán, Tiantai, Terre pure, Nichiren | Chán, Tiantai, Terre pure, Nichiren | Chán, Tiantai, Terre pure, Nichiren | Chán, Tiantai, Terre pure, Nichiren | Chán, Tiantai, Terre pure, Nichiren |                     |                     |                     |
| |                                   |                           |                           |                                     |                                     |                                     |                                     |                                     |                     |                     |                     |
| | 450 av. J.-C.                     | 450 av. J.-C.             | 250 av. J.-C.             | 100 ap. J.-C.                       | 100 ap. J.-C.                       | 500 ap. J.-C.                       | 500 ap. J.-C.                       | 700 ap. J.-C.                       | 800 ap. J.-C.       | 800 ap. J.-C.       | 1200 ap. J.-C.      |
| \| \| Légende : \| \| = Theravada \| \| = Mahayana \| \| = Vajrayana \|                                |                                   |                           |                           |                                     |                                     |                                     |                                     |                                     |                     |                     |                     |
| | Légende :                         |                           | = Theravada               |                                     | = Mahayana                          |                                     | = Vajrayana                         |                                     |                     |                     |                     |

## Les écoles du hīnayāna

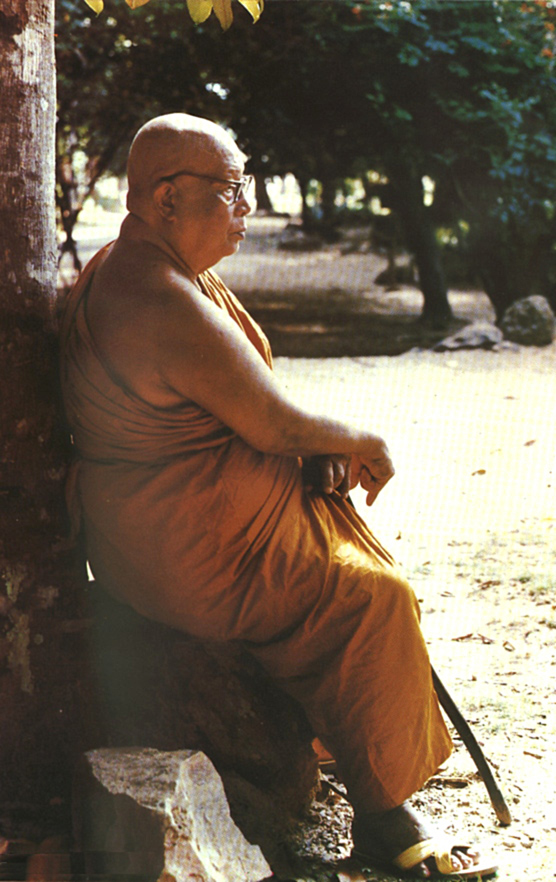
un moine thaïlandais

Voir aussi Dix-huit écoles bouddhistes anciennes.
Le bouddhisme hīnayāna est un ensemble d'écoles bouddhiques traditionalistes (dont la plus connue est l'école des Theravadin), par opposition au bouddhisme mahāyāna. Le terme hīnayāna est quelque peu péjoratif : il a été créé a posteriori par les māhayānistes pour désigner les écoles existant antérieurement au māhayāna, et il reste couramment utilisé, même si l'on a vu apparaître aussi l'expression bouddhisme des Nikāya. Le terme de theravāda est parfois abusivement utilisé pour désigner cette branche, mais il ne correspond qu'à « la version modernisée d'une des nombreuses écoles du bouddhisme ancien ».
Les écoles les plus connues du hīnayāna (qui en a compté jusqu'à 18) sont :
- Le theravāda (Sri Lanka, Birmanie, Thaïlande, Laos, Cambodge, Viêt Nam du Sud) est la seule des écoles du hīnayāna à avoir survécu de nos jours. Le theravāda se fonde mythiquement sur l'orthodoxie définie lors du premier concile peu après la mort de Gautama Bouddha. L'histoire des conciles bouddhiques et des débuts du theravāda est en fait mal documentée, mais il est certain que ce courant a des racines anciennes et a été relativement peu influencé par le mahāyāna. Principalement implanté en Indochine, comprenant environ 150 millions de pratiquants, il se divise en deux branches différant essentiellement par la transmission de l'ordination.
  - Courants (nikaya) therāvāda contemporains :
    - Mahā Nikaya (Indochine), influencée par le Mahīçasāka, les Sarvāstivādin, le Mahāyāna et même le tantrisme ;
    - Dhammayuttika Nikaya, apparu au milieu du XIXe siècle, réforme cherchant à renouer avec l'orthodoxie du Theravâda cinghalais. Cette lignée ne cesse, depuis 150 ans, de se développer dans tous les pays de l'est de la péninsule indochinoise (Thaïlande, Laos, Cambodge).
- Courants hīnayāna anciens :
  - Kosa ou Abhidharma (Chine), vraisemblablement lié au Sarvāstivāda, connu pour accorder de l'importance aux digressions philosophique sur la réalité ultime des phénomènes ;
  - Satysiddhi ou Cheng-se (Chine) ; son origine exacte est inconnue, on suppose qu'il descend de la Mahīçasāka indienne ;
  - Sarvāstivādin (nord de l'Inde)
  - Mahīçasāka
  - Bahyanumeyavada des Sautrāntikas ; selon sa philosophie, les objets externes ne peuvent être perçus qu'indirectement par l'inférence de l'esprit (« réalisme indirect ») ;
  - Bahya-Pratyakshavada des Vaibhashikas, école fondée au Cachemire ; selon sa philosophie, les objets externes sont perçus directement (« réalisme direct ») ;
  - Les personnalistes, pudgalavādin, qui comprennent quatre écoles ;

## Les écoles du mahāyāna
Le courant mahāyāna est postérieur au courant hīnayāna. Il consiste en une forme de bouddhisme développée aux alentours du Ier ou du IIe siècle à partir de la doctrine des Anciens, qui se trouve remaniée car jugée trop austère. Il s'est développé jusqu’au XIIIe siècle à la suite de schismes. Ce bouddhisme ne se limite pas aux seuls écrits du Bouddha historique mais s'appuie aussi sur des textes postérieurs, des exégèses et les écrits d'autres « maîtres ». À ses débuts, ce courant a d'abord porté le nom de bodhisattvayāna (véhicule de l'être d'Éveil).
Le mahāyāna peut aussi être appelé pāramitāyāna, véhicule de perfection des vertus, 
On y distingue principalement :

### Écoles philosophiques indiennes
- École Mādhyamika, ou voie médiane, apparue au IIe siècle, représentée par Nagarjuna et Ashvaghosha. Selon le Madhyamika, il y a une vérité suprême indescriptible : la vacuité.
- Cittamātra (Vijñanavada ou Yogacara), apparue au IVe siècle, dont les représentants principaux sont Asanga, Maitreyanatha et Vasubandhu. Selon cette école, seule la conscience absolue et permanente (Ālayavijñāna) existe. La pensée yogacara a exercé une grande influence en Chine, au Tibet, au Japon et en Mongolie.

### Écoles chinoises médiévales
voir : Écoles des Dynasties du nord et du sud et Écoles des Sui et des Tang
De nombreuses écoles (zōng 宗) voient le jour en Chine du Ve au IXe siècle autour des soutras nouvellement traduits ou des maîtres renommés. Beaucoup essaimeront en Corée, au Japon et au Viêt Nam. À la fin du IXe siècle, il n’en restera essentiellement que quatre : Chán, Jingtu (Terre Pure), Huayan et Tiantai, les deux dernières surtout présentes à travers leurs textes adoptés par le courant chan.

### Écoles principales après leIXesiècle
- L'école chinoise Huayan basée sur le Sūtra Avatamsaka ; elle est de nos jours de très faible importance numérique, mais ses textes gardent une grande place dans les monastères du bouddhisme chan.
  - L'école japonaise Kegon issue de Huayan.
- L'école chinoise Tiantai marquée par son troisième patriarche, le religieux Zhiyi (538-597) de la dynastie Sui, est basée sur le Sūtra du Lotus ; comme Huayan, elle compte de nos jours de très peu d'adeptes, mais ses textes gardent une grande place dans les monastères chan.
  - L'école japonaise Tendai, issue du Tiantai, est une des premières grandes sectes du bouddhisme japonais. Elle a été fondée par l’intermédiaire de son fondateur, le moine Saichō (767-822), honoré post-mortem du titre de Dengyo Daishi (« Grand Maître qui apporte la doctrine »). Après une scission en 993, tant l’École de la Montagne qui a son siège au mont Hiei que l’École du temple, basée au pied du mont, sont toutes deux influencées par le tantrisme et donc proches du vajrayāna, en même temps qu'elles entretiennent des relations étroites avec l’aristocratie et la cour.
- Le chán, sous ses multiples formes, devient à partir du IXe siècle une des deux grandes catégories du bouddhisme chinois, parallèlement à l'école de la Terre pure (jingtu).

Le chán s'est transmis de Chine au Viêt Nam (appelé thiền (chữ nho : 禪)), en Corée (appelé son (hangeul : 선/ hanja : 禪) et au Japon zen (禅), Kyūjitai : 禪).
- - Au Japon (environ 10 millions de pratiquants) :
    - Sōtō issu du Caodong (曹洞) chinois, appelé Thiên Truc-Lâm au Viêt Nam
    - Rinzai issu du Linji (臨濟) chinois, appelé Thiên Lam-tê au Viêt Nam
      - le Sanbō Kyōdan, mêlant Sōtō et Rinzaï

    - Ōbaku, fondé par un moine chinois, école syncrétiste associant le Chan Linji (Zen rinzaï) au Jingtu (Terre Pure)

  - En Corée :
    - le Chogye, principale école, synthèse du Son coréen (zen) et de l'école chinoise Huayan
    - le T'aego, branche minoritaire récente (apparue dans les années 1960)
- Les écoles Jingtu ou Terre Pure (Japon, Chine, Corée, Viêt Nam), l'un des mouvements les plus développés dans le monde chinois, à l'origine des écoles japonaises Jōdo shū, Jōdo shinshū, Yūzū nembutsu shū et Ji shū. L'ensemble comprend environ 300 millions de pratiquants.
- Le bouddhisme de Nichiren, se développe dans le bouddhisme réformé de l’époque de Kamakura dans le Japon du XIIIe siècle, sur la base du Sūtra du Lotus traduit par Kumarajiva et les commentaires de Zhiyi, nommé de son vivant Grand Maître Tiantai (Tiantai dashi 天台大師), et de Saicho (最澄, 767–822) dit Dengyō daishi (伝教大師).
  - Écoles « traditionnelles » au nombre d’une quarantaine, dont les principales sont la Nichiren Shū et la Nichiren Shōshū.
  - Nouveaux mouvements religieux (shinshūkyō) basés sur le Sūtra du Lotus, tels que la Sōka Gakkai, le Reiyukai, ou le Risshō Kōsei Kai.

## Les écoles du vajrayāna
Le vajrayāna est une forme tardive de bouddhisme, dérivée du mahāyāna, nommée aussi « bouddhisme tantrique », tantrayāna, ou encore mantrayāna et guhyamantrayāna, c'est-à-dire « véhicule du mantra secret ». Il présente la particularité d'utiliser comme supports de pratique un panthéon de « déités » multiples : bouddhas, protecteurs ou gardiens (dharmapalas), dakinis et bodhisattvas.
Ses préceptes permettraient aux disciples d'accéder à l'Éveil en une seule vie au moyen d'une discipline codifiée et de pratiques issues des tantras : répétition de mantras, vénération de maîtres autres que le Bouddha et une méditation très développée.
Le vajrayāna comprend principalement :
- Les écoles tantriques sino-japonaises (environ 20 millions de pratiquants) :
  - le bouddhisme Shugendō, école ésotérique implantée au Japon au début du VIIe siècle par le l'ascète En no Ozuno de la famille Kamo Jimpen Daibosatsu;
  - le bouddhisme Shingon, école ésotérique implantée au Japon au début du IXe siècle par le moine Kūkai (Kōbō Daishi);
  - Le bouddhisme  Tendai (particulièrement le courant Jimmon), dans laquelle le fondateur, le moine Saichō (Dengyō Daishi) a intégré des éléments du bouddhisme vajrayana (mikkyo appelé plus tard taimitsu par Ennin).
  - Shinnyo-en, nouveau mouvement religieux (shinshūkyō) fondé par Shinjō Itō en 1936.
- Les diverses écoles (comprenant plusieurs lignées) du bouddhisme tibétain (de 15 à 20 millions de pratiquants) :
  - kagyüpa,
  - sakyapa,
  - guélougpa,
  - nyingmapa.

Ici on se doit bien d'inclure une singularité historique, à savoir le Yungdrung Bön, lequel est proprement un vajrayāna ou tantrayāna non-bouddhiste, incluant même un Dzogchen, la voie de l'auto-libération, un ensemble de perspectives et de techniques qu'il partage avec les nyingmapas et certaines lignées kagyüpas. Le Bön a conservé des éléments de son origine chamanique prébouddhique. En 2014, le dalaï-lama a reconnu le Bön comme cinquième grande tradition religieuse du Tibet.